# Смушкевич Яків Володимирович
Смушкевич Яків Володимирович (1 (14) квітня 1902, Ракишки, Новоолександрівський повіт, Ковенська губернія — 28 жовтня 1941, селище Барбиш Куйбишевська область) — радянський воєначальник, командувач авіацією РСЧА в бойових діях у районі річки Халхін-Гол, начальник ВПС РСЧА (1939), помічник начальника Генштаба РСЧА з авіації (1940); старший військовий радник з авіації іспанської республіканської армії, генерал-лейтенант авіації, генерал-інспектор ВПС РСЧА; двічі Герой Радянського Союзу. Кандидат у члени ЦК ВКП(б) у 1939—1941 роках.  Депутат Верховної Ради СРСР 1-го скликання.

## Життєпис
Народився в містечку Ракишки Новоолександрівського повіту Ковенської губернії в єврейській родині. Закінчив парафіяльну школу. У 1915 році під час війни родина евакуювалася у Вологодську губернію.
Член РКП(б) з кінця 1918 року.
Учасник Громадянської війни в Росії 1918—1920 років, воював на Західному фронті. У 1918 році призначений на посаду комісара 1-го Мінського комуністичного батальйону, який увійшов до складу Західної армії. У боях на Західному фронті Смушкевич був поранений в руку.
На початку 1919 року в боях під Барановичами отримав шабельні поранення ноги і був узятий в полон польськими військами. Смушкевичем зацікавилася польська контррозвідка «двуйка», і його перевели до Вільненської в'язниці «Лукішкі», тюремне ув'язнення тривало тринадцять місяців. Весною 1920 роки йому вдалося здійснити втечу: сховавшись в пральні серед білизняних кошиків, він був вивезений з території в'язниці.
Повернувшись в розташування частин Червоної армії, Смушкевич був зарахований рядовим бійцем в 144-й стрілецький полк, який входив в бригаду під командуванням Яна Фабриціуса. У 1920 році вже як політрук роти, Смушкевич бере участь у взятті Сморгонського укріпленого району. У бою за Пултуськ замінив пораненого комісара полку.
У жовтні 1922 року Смушкевич переходить на роботу в авіацію — стає організатором партійної роботи 9-ї авіаескадрильї в місті Смоленську. З 1923 року на політичній роботі в авіаескадрильї в Мінську. З лютого 1928 року — комісар 43-ї авіаескадрильї у 2-й авіаційній бригаді, розквартированої у Вітебську. З весни 1930 року — заступник начальника політичного відділу 2-й авіаційної бригади. У листопаді 1931 року — командир і комісар 2-ї авіабригади, незабаром перетворивши її в одне зі зразкових з'єднань Військово-повітряних сил РСЧА. До 1932 року закінчив Качинську військову школу льотчиків. 28 листопада 1935 р присвоєно військове звання комбриг.
З листопада 1936 року по 17 червня 1937 року Смушкевич («іспанська» псевдонім — Генерал Дуглас) в рядах радянських "добровольців" взяв участь у громадянській війні в Іспанії на боці республіканського уряду: старшим військовим радником із авіації, керівником протиповітряної оборони Мадрида. Іноді, незважаючи на статус, особисто вилітав на завдання. Грамотно організував систему ППО Мадрида, різко знизивши ефективність бомбардувань міста.
20 червня 1937 р присвоєно військове звання «комкор», минаючи звання «комдив».
За проявлені мужність і героїзм при виконанні інтернаціонального обов'язку комкор Яків Володимирович Смушкевич 21 червня 1937 року був удостоєний звання Героя Радянського Союзу.
Після повернення з Іспанії в 1937 році закінчив курси удосконалення начальницького складу при Військовій академії імені Фрунзе і в 1937 році призначений заступником начальника Управління ВПС РСЧА.
У квітні 1938 році отримав важкі травми в аварії при обльоті нового бомбардувальника Р-10 при підготовці до першотравневого параду в Москві. Кілька місяців лікувався. 7 жовтня 1938 року затверджений членом Військової ради при народному комісарові оборони СРСР.
У травні — серпні 1939 року під час радянсько-японського конфлікту на річці Халхін-Гол в Монголії командував авіацією 1-ї армійської групи.
У вересні 1939 року Смушкевич призначений начальником ВПС Київського Особливого військового округу. Брав участь у вересневому нападі на Річ Посполиту як командувач ВПС Українського фронту.
Указом Президії Верховної Ради СРСР від 17 листопада 1939 року за мужність і відвагу в боях з японськими загарбниками на річці Халхін-Гол комкор Яків Володимирович Смушкевич нагороджений другою медаллю «Золота Зірка». Уряд Монголії нагородив його орденом Бойового Червоного Прапора Монгольської Народної Республіки.
З 19 листопада 1939 року — начальник Військово-повітряних сил (ВПС) РСЧА. Брав участь у радянсько-фінської війни 1939—1940 років. 4 квітня 1940 йому присвоєно чергове військове звання командарм 2-го рангу. Постановою Ради народних комісарів СРСР від 4 червня 1940 року Смушкевичу було присвоєно військове звання генерал-лейтенант авіації.
У серпні 1940 року був переведений на посаду генерал-інспектора ВПС РСЧА, а в грудні 1940 року — помічника начальника Генерального штабу РСЧА із авіації.
8 червня 1941 року був заарештований органами НКДБ СРСР за звинуваченням в участі у військовій змовницькій організації у так званій «Справі авіаторів». Розстріляний 28 жовтня 1941 у селищі Барбиш Куйбишевської області на спецділянці Управління НКВС СРСР по Куйбишевській області.
Указом Президії Верховної Ради СРСР від 21 березня 1947 року Смушкевич був позбавлений звання Героя Радянського Союзу і всіх державних нагород.
Реабілітований посмертно у 1954 році. Звання Героя Радянського Союзу і нагороди повернуті Указом Президії Верховної Ради СРСР від 15 березня 1957 року.